# 华贵路旧当铺
华贵路旧当铺，位于中国广东省广州市荔湾区华贵路26号，为广州市文物保护单位之一，类型为古建筑，公布时间为1993年8月。原文物名称为旧当铺，2015年重新核定公布时改名为华贵路旧当铺。
华贵路旧当铺的历史年代为清代。